# ويليام جيل بيلي
ويليام جيل بيلي (بالإنجليزية: William Gill Bailey)‏ هو سياسي بريطاني، ولد في 1833 في المملكة المتحدة. انتخب عضو المجلس التشريعي ولاية كوينزلاند.